# Петар Мілутін Кватерник
Петар Мілутін Кватерник (хорв. Petar Milutin Kvaternik, 1 серпня 1899, Вучинич Село біля м. Врбовско, Королівство Хорватія і Славонія, Австро-Угорщина — 10 квітня 1941, м. Цриквениця, Незалежна Держава Хорватія) — австрійський, український та хорватський військовий діяч, сотник УГА, начальник штабу дивізії «Сірожупанників» армії Української Держави, працівник штабу УГА.

## Життєпис
Народився 1 серпня 1899 в селі Вучинич Село біля м. Врбовско, Королівство Хорватія і Славонія, Австро-Угорщина. Молодший брат маршала Славка Кватерника — головнокомандувача Збройних сил Незалежної Держави Хорватія.  
Після закінчення гімназії навчався у кадетській школі. Служив а армії Австро-Угорщини в Граці. Закінчив Терезіанську військову академію у Вінер-Нойштадті. 
Під час Першої світової війни брав участь у Галицькій битві. Згодом у 1914-1917 роках служив у «російській» групі австрійської військової розвідки разом із майбутнім генералом УГА Віктором Курмановичем та в 2-му Боснійсько-Герцоговинському піхотному полку. 
Був розробником проекту використання вояків УСС для проникнення в тил російської армії та проведення диверсій, однак такий план не був реалізований, хоча й Кватерник брав участь у формуванні кількох розвідувальних груп.
З 9 березня 1918 року начальник штабу дивізії «Сірожупанників» армії Української Держави, сформованої з українських військовополонених таборів в м. Фрайштадт і Йозефштадт. У 1918-1919 роках певний час працював в Генеральній булаві (штабі) НКГА. Колеги-українці відзначали його сумлінність та працьовитість: 
| Капітан Кватернік - хорват, володів поправно російською мовою, а українську розумів, з стремліннями українців був обізнаний ... сам працював день і ніч і примушував до цього своїх співробітників - старшин українців. Він все казав: «Хочете своєї держави і здисциплінованого війська - будете мати так, як будете працювати».[2] |
Згодом у 1919 році вступив на службу до армії Королівства сербів, хорватів і словенців, але одразу ж вийшов у відставку у званні майора. 
Зайнявся політикою, став активним діячем асоціації «Хорватський робітник» (Hrvatski radiša). 
Під час Квітневої війни отримав наказ від свого брата Славка Кватерника 10 квітня 1941 року проголосити незалежність Хорватії у Цриквениці та взяти під свій контроль Північний військово-морський сектор, який на той час перебував під контролем югославських ВМС. Після прибуття до міста був заарештованийразом із соратниками югославським командувачем сектору капітаном Мірком Плейвайсом та вбитий в ніч з 10 на 11 квітня під час переведення в'язнів до муніципальної будівлі. Похований 15 квітня 1941 на цвинтарі Мирогой в Загребі.